# 1868 v športu
1868 v športu.

## Bejzbol
- Decembra NABBP dovoli profesionalne igralce na naslednje leto 1869. Klub Cincinnati Red Stockings se močneje okrepi z novimi igralci.

## Golf
- Odprvto prvenstvo Anglije - zmagovalec Tom Morris mlajši

## Lacrosse
- Belci v Upstate New Yorku začnejo igrati lacrosse, ki se kmalu razširi po vsem mestu

## Veslanje
- Regata Oxford-Cambridge - zmagovalec Oxford
- Paris Crew zmaga na ameriškem prvenstvu v Springfieldu

## Rojstva
- 2. januar — Arthur Gore, britanski tenisač
- 25. april — Ernst Linder, švedski jahač
- 22. julij — Jim Hall, avstralski boksar
- 18. november — Driekske van Bussel, nizozemski strelec